# Timoradza
Timoradza és un poble i municipi d'Eslovàquia que es troba a la regió de Trenčín. La primera menció escrita de la vila es remunta al 1355.

## Demografia
| Godina             | 1994 | 2004   | 2014   | 2024   |
| ------------------ | ---- | ------ | ------ | ------ |
| Nombre de persones | 523  | 507    | 529    | 481    |
| Diferència         |      | −3,05% | +4,33% | −9,07% |

| Godina             | 2023 | 2024   |
| ------------------ | ---- | ------ |
| Nombre de persones | 483  | 481    |
| Diferència         |      | −0,41% |